# Jornal da Globo

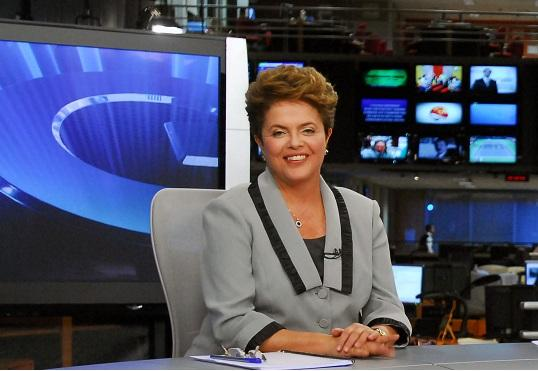
La candidate Dilma accordant une interview au Jornal da Globo, le 31 août 2010, dans laquelle elle défend l'augmentation des investissements dans le pays et la baisse des taux d'imposition.

Le Jornal da Globo, ou JG, est un journal télévisé de troisième partie de soirée diffusé quotidiennement, depuis 1982, sur le réseau de télévision brésilien Globo. Son origine remonte cependant à 1967, où il fut diffusé deux ans jusqu'en 1969, puis reprogrammé de 1979 à 1981.
À l'origine animé par Renato Machado et Belisa Ribeiro, il est aujourd'hui présenté par Renata Lo Prete.